# Ecitoptera centralis
Ecitoptera centralis är en tvåvingeart som beskrevs av Borgmeier 1960. Ecitoptera centralis ingår i släktet Ecitoptera och familjen puckelflugor. Inga underarter finns listade i Catalogue of Life.